# South Charlton
 (février 2024).
Pour les articles homonymes, voir Charlton.
South Charlton est une ancienne paroisse civile et un village du Northumberland, en Angleterre.